# L'incendiaria (miniserie televisiva)
L'incendiaria è una miniserie televisiva del 2002 diretta da Robert Iscove, seguito del lungometraggio Fenomeni paranormali incontrollabili, diretto nel 1984 da Mark L. Lester e basato sul romanzo L'incendiaria di Stephen King.

## Trama
Continuano le disavventure di Charlene "Charlie" McGee e dei suoi poteri soprannaturali in grado di provocare combustione spontanea. Ella è cresciuta ed ha passato questi ultimi dieci anni a cercare di fuggire e nascondersi dagli Agenti Governativi che continuano imperterriti a darle la caccia senza un attimo di tregua. Adesso la giovane è però decisa a prendere in mano la sua vita, stanca di scappare, e in questo sarà aiutata da un professore suo amico, il dottor Richardson, e da un giovane agente che si è invaghito di lei.